# 川西喜冬草
川西喜冬草（学名：Chimaphila monticola），又名台湾爱冬叶，为鹿蹄草科爱冬叶属下的一个种。其种加词“monticola”意为“生长在山地的”。